# پاسکواله برونو
پاسکواله برونو (انگلیسی: Pasquale Bruno؛ زادهٔ ۱۹ ژوئن ۱۹۶۲) بازیکن فوتبال اهل ایتالیا است.
از فیلم‌ها یا برنامه‌های تلویزیونی که وی در آن نقش داشته‌است می‌توان به تیفوسی اشاره کرد.
از باشگاه‌هایی که در آن بازی کرده‌است می‌توان به باشگاه فوتبال فیورنتینا، باشگاه فوتبال تورینو، باشگاه فوتبال لچه، باشگاه فوتبال یوونتوس، باشگاه فوتبال هارت آف میدلوتیان، باشگاه فوتبال ویگان اتلتیک، و باشگاه فوتبال کومو اشاره کرد.
وی همچنین در تیم‌های ملی فوتبال زیر ۲۰ سال ایتالیا، Italy B U21، و زیر ۲۱ سال ایتالیا بازی کرده‌است.